# Rinnenkarre

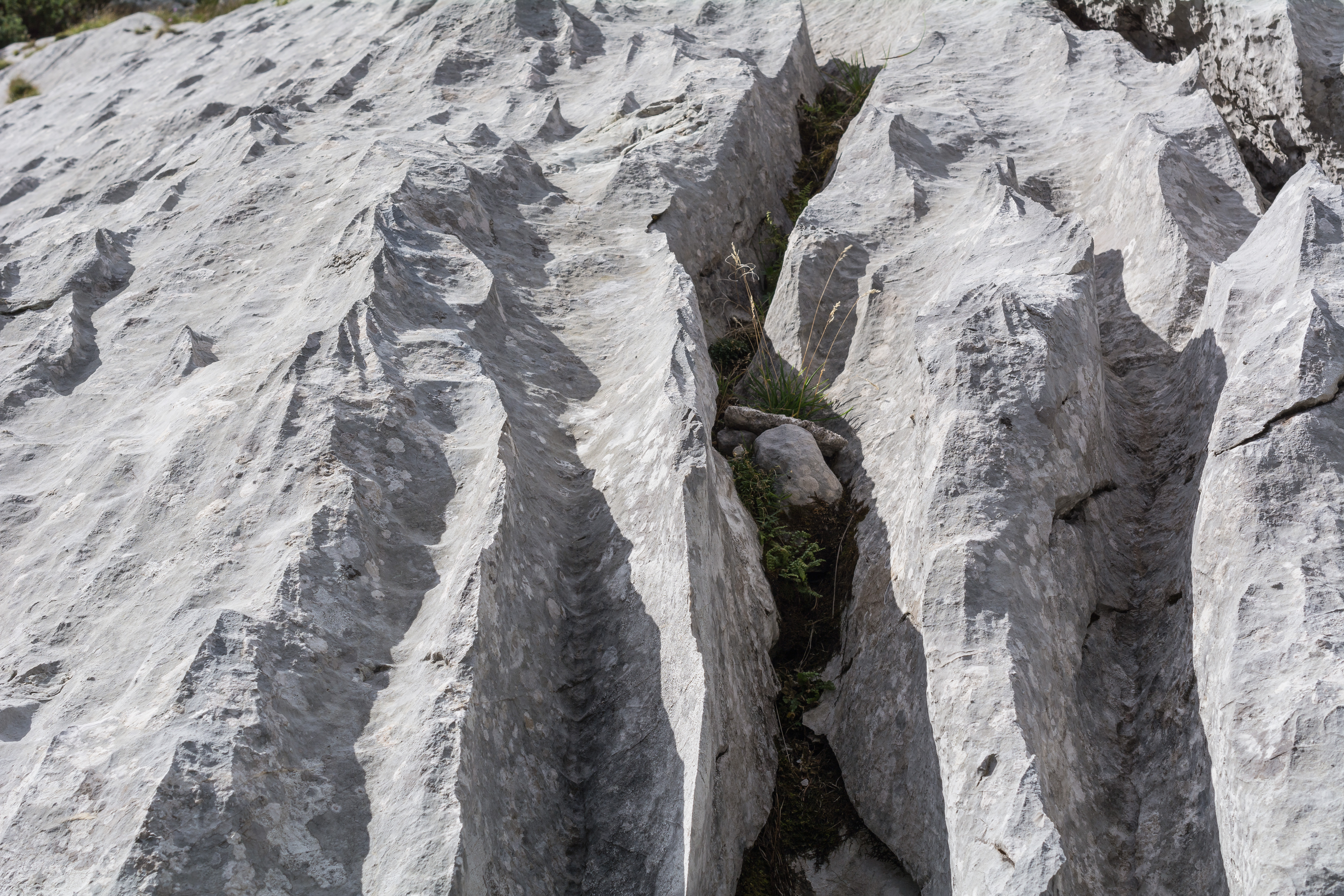
Rinnekarren mit scharfen Gratrippen, Totes Gebirge, Österreich

Rinnenkarren sind Karrenstrukturen zweiter Ordnung. Sie entstehen durch Kohlensäureverwitterung an geneigten Oberflächen von verkarstungsfähigem Gestein.

## Beschreibung

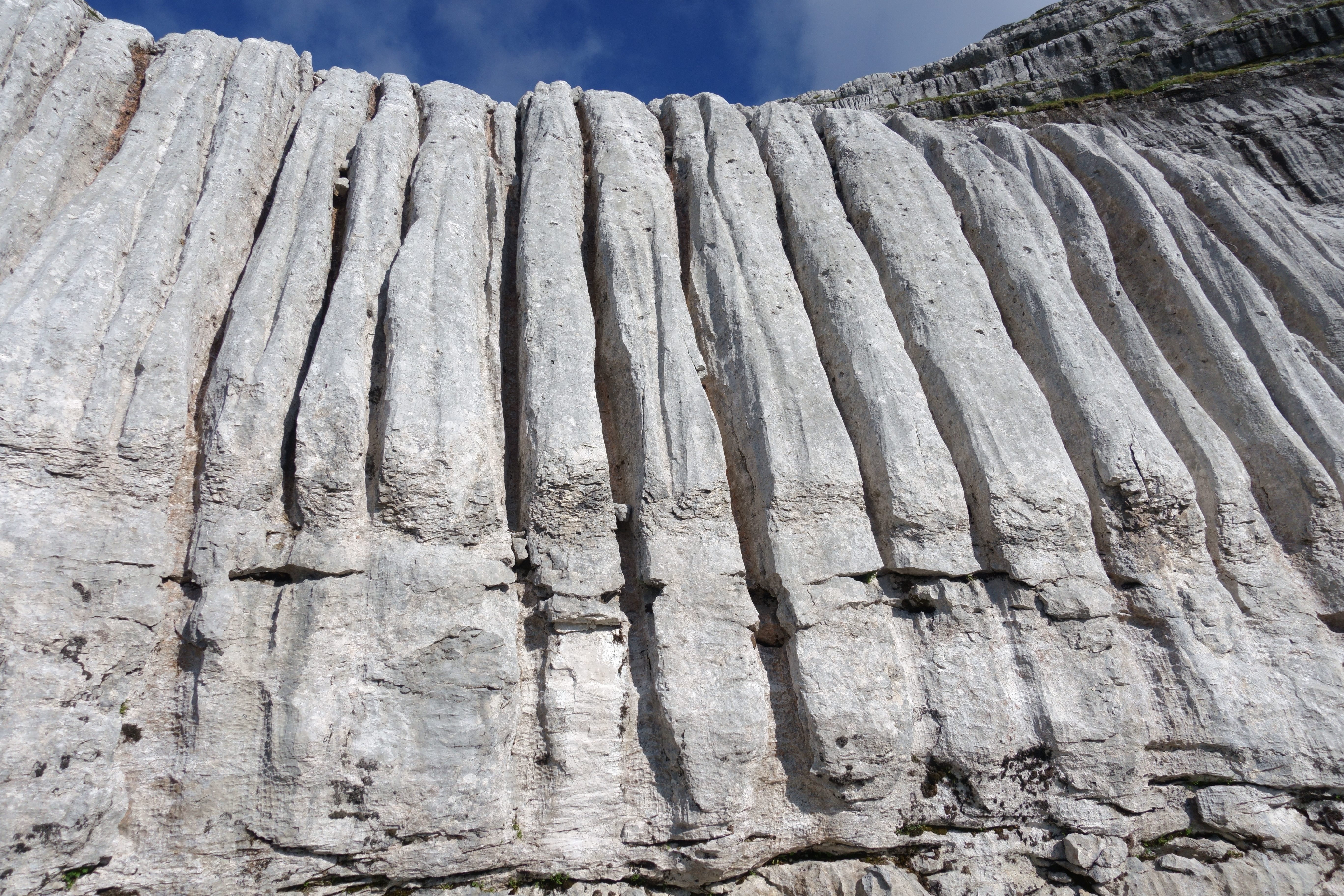
Wandkarren im Toten Gebirge, Österreich

Rinnenkarren sind mehrere Dezimeter breite und oft mehrere Zehnermeter lange Rinnen, die zumeist in kavernösen Karren oder in auf den Senkwinkel senkrechten Kluftkarren auslaufen. Sie können bis zu einem Meter tief werden. Aufgrund ihrer vielfältigen Erscheinung ist die  morphogenetische Klassifizierung von Rinnenkarren oft problematisch. So werden zueinander parallele, gerade verlaufende Rinnen, sich an sehr steilen oder fast senkrechten Oberflächen bilden, auch als Wandkarren bezeichnet. Während die deutschsprachige Fachliteratur sie von den anderen Typen trennt, betrachtet die englischsprachige Literatur die Wandkarren als eine Untergruppe der Rinnenkarren.

## Entstehung
Die Entstehung der Rinnenkarren ist an das Vorkommen geneigter, nackt daliegender Gesteinsoberflächen gebunden. Das auftreffende Regenwasser schafft durch seine Lösungswirkung Rinnen mit zwischengeschalteten gratartigen Feinrippen von großer Schärfe. Sie verlaufen auf der betroffenen Fläche in der Gefällsrichtung abwärts. Die besondere Schärfe der jeweils oberen Teile der Karrenrippen ist dadurch zu erklären, dass hier das Regenwasser mit voller Lösungskraft auftrifft, während die Lösungsfähigkeit des weiter rinnenden Wassers wegen der fortschreitenden Aufnahme von gelöstem Kalk allmählich nachlässt. Vereinigen sich mehrere Rinnen, kann durch Mischungskorrosion eine Erweiterung und Vertiefung der Rinnen stattfinden. Die Gestalt der Rinnenkarren wird durch die Gesteinsbeschaffenheit (Kristallart, -größe, -gefüge, Oberflächenbeschaffenheit), insbesondere durch die Reinheit des jeweils betroffenen Kalks beeinflusst.

## Vorkommen
Da die Bildung von Rinnenkarren nackte Gesteinsoberflächen erfordert, liegen die Bereiche ihrer Entstehung zum größten Teil oberhalb der oberen Waldgrenze, In der alpinen Region meist erst oberhalb der Zone mit noch flächenhaft dichtem Bewuchs. Sie sind besonders in stark verkarsteten Kalkgebirgen häufig.